# NGC 1833
NGC 1833 في الفهرس العام الجديد، هي مجرة، تقع في كوكبة الجبل. اكتشفت في 12 نوفمبر 1836 بواسطة جون هيرشل.

## روابط خارجية
- NGC 1833 على موقع ويكي سكاي: DSS2, SDSS, GALEX, IRAS, Hydrogen α, X-Ray, Astrophoto, Sky Map, Articles and images